# Frido Hütter

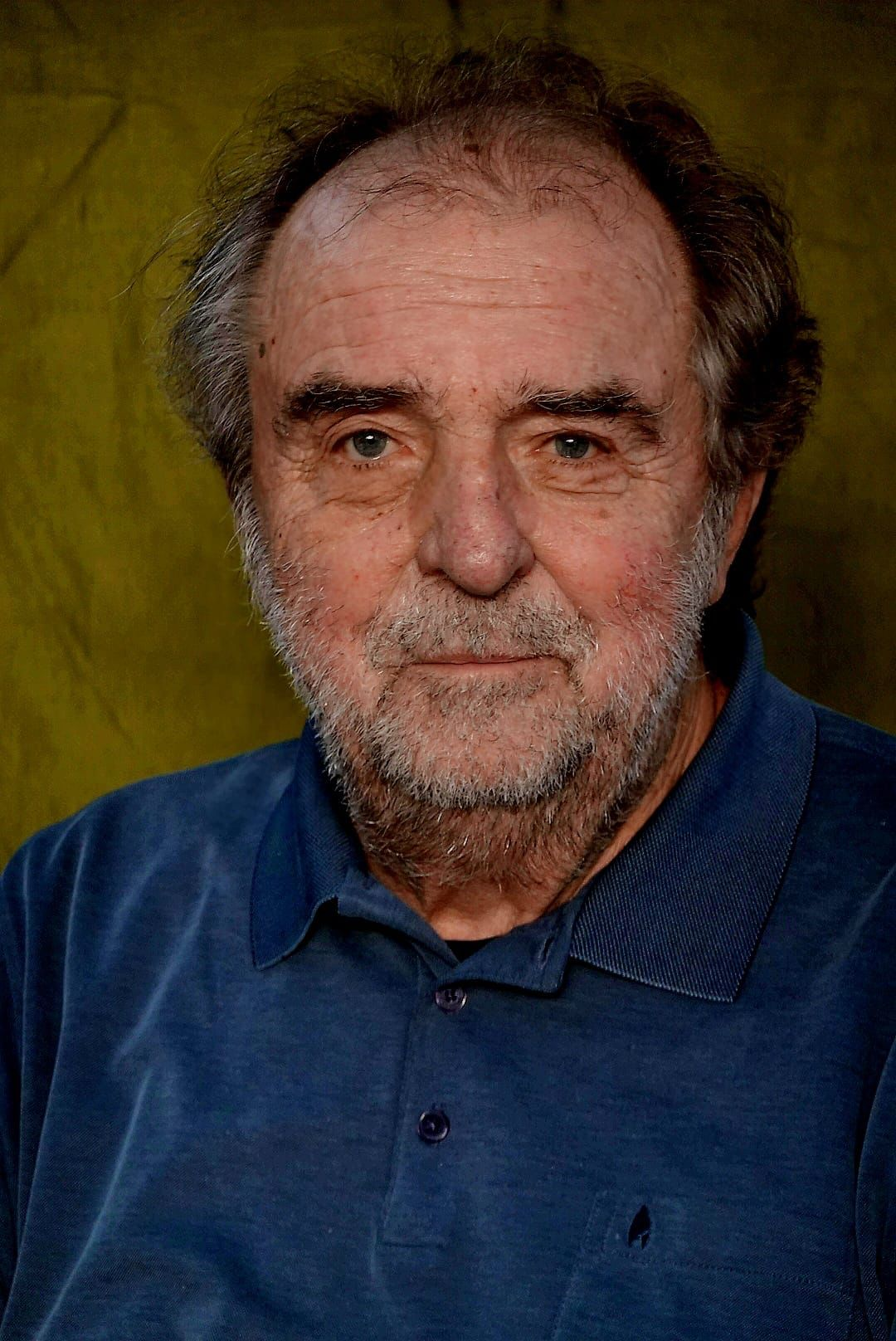
Frido Hütter, 2023

Fridolin „Frido“ Hütter (* 3. August 1950 in Graz) ist ein österreichischer Journalist. Er war Mitglied der Chefredaktion der Kleinen Zeitung.

## Leben
Hütter wuchs im oststeirischen Markt Hartmannsdorf auf und maturierte anschließend in Gleisdorf. Er studierte Medizin, Englisch und Geschichte, ehe er an der Pädagogischen Akademie in Graz das Studium abschloss.
Hütter arbeitete ein Jahr als Lehrer, ehe er dem Ruf Gerfried Sperls folgte und als Medien- und Kulturjournalist bei der Kleinen Zeitung anfing. Er leitete beide Ressorts ab den 1980ern bis Februar 2013 und wirkte zudem als Mitglied der Chefredaktion.
Während dieser Jahrzehnte schrieb Hütter tausende Kommentare zu Medien, Kultur & Politik sowie hunderte Reportagen und Essays. Seine Beiträge erschienen bislang unter anderem in: Neue Zürcher Zeitung, Die Zeit, Die Presse, Stuttgarter Zeitung, Ö1, 3sat, RAI und BBC. Seine Expertisen zu nationaler wie internationaler Rock- und Popmusik gibt er in Fernsehformaten wie Wurlitzer (1985), Weltberühmt in Österreich – 50 Jahre Austropop (2008), Austropop made in Styria (2012) und Austropop-Legenden (2015–2016) zum Besten. Weiters ist er immer wieder in seiner Funktion als Kulturjournalist in TV-Sendungen wie Stöckl, ErLesen und Österreich-Bild (uvm.) zu sehen.
2014 folgte die erste Buchveröffentlichung namens Dank an die Grille. Zur Präsentation las Burgschauspieler Peter Simonischek aus dem mehrere Kurzgeschichten umfassenden Werk. 2017 folgte die Fortsetzung Sonntag mit Linde mit weiteren, oftmals autobiografischen, Erzählungen aus dem reiselastigen Leben Hütters.
Darüber hinaus wurde er als Moderator für diverse Personen des öffentlichen Lebens tätig, z. B. für Heinz Fischer, Elke Heidenreich, Alfred Gusenbauer, Erika Pluhar, André Heller, Harald Krassnitzer, Adele Neuhauser, Robert Menasse uvm. Als Juror wirkte er bei der Romy (österreichischer Filmpreis), dem Nestroy-Theaterpreis, Undine Awards, dem Diagonale Schauspielpreis und dem Mountainfilm Festival Graz mit.
Als Gastlektor trat er an der FH Joanneum, an der Universität Klagenfurt und an der Universität Zürich in Erscheinung.
Hütter lebt in Graz, ist verheiratet und Vater einer Tochter.

## Werke
- mit Gery Wolf: Oststeiermark. Vom Eiswinkel zum Garten Eden. Bildband, Steirische Verlagsgesellschaft, Graz 2013, ISBN 978-3-7011-7867-4
- Dank an die Grille: Streifzüge im Irgendwo, Graz 2015, ISBN 978-3-902819-55-0
- Sonntag mit Linde: Neue Streifzüge im Irgendwo, Graz 2016, ISBN 978-3-902819-75-8

## Auszeichnungen
- 1990: Kritikerpreis Steirischer Herbst
- 2004: Maecenas (Sonderpreis für Kunst & Medien)
- 2006/2007/2008/2009/2011/2012: Kultur-Journalist des Jahres (gekürt von der Branchenzeitschrift Der Österreichische Journalist)[4]
- 2011: Bank Austria Kulturpreis
- 2022: Österreichisches Ehrenkreuz für Wissenschaft und Kunst[5], überreicht 2023 von Vizekanzler Werner Kogler[6]